# American Curl
Il gatto American Curl è una razza originaria degli Stati Uniti. Prende il nome dalla vistosa caratteristica delle orecchie a forma di ricciolo.

## Storia
Il primo American Curl è apparso sulla porta di casa della famiglia Rugas, a Lakewood, California, nel Giugno del 1981. Era una femmina nera di nome Shulamith che diede alla luce una serie di gattini con la stessa caratteristica delle orecchie a forma di ricciolo, diventando così l'antenata di tutti gli American Curl.

## Aspetto
La razza presenta sia la varietà a pelo lungo sia quella a pelo corto, sebbene in origine l'orecchio riccioluto si sia sviluppato in gatti dal pelo lungo. Il mantello può presentare un insieme di colori, ma sono più comuni i gatti dal pelo unicolore, multicolore e marmorizzato. Sebbene l'American Curl sia considerato un gatto con pedigree da molte organizzazioni internazionali, è stato estremamente difficile standardizzarne la razza: essendo l'unico tra i gatti dotati di pedigree a doversi accoppiare con gatti comuni, per l'American Curl è infatti impossibile assumere o mantenere uno ristretto numero di caratteristiche fisiche. È pressoché impossibile individuare le caratteristiche di questa razza, ma ogni American Curl deve possedere le originali orecchie ricciolute, frutto di una mutazione spontanea, un corpo di media grandezza e una coda lunga.

## Salute
A causa della sua stretta relazione genetica con i gatti senza pedigree, l'American Curl è generalmente una razza in salute. Le orecchie di questi gatti, tuttavia, hanno bisogno di frequenti pulizie per prevenire infezioni e devono essere trattate con cura per evitare danni.

## Nella cultura di massa
Nel fumetto online Achewood, il personaggio di Ray Smuckles è un American Curl.